# Rhipidia lucea
Rhipidia lucea là một loài ruồi trong họ Limoniidae. Chúng phân bố ở miền Cổ bắc.